# Henri Chabrol
Pour les articles homonymes, voir Chabrol.
Henri Chabrol (né le 11 janvier 1897 à Nîmes et mort le 18 février 1981 dans la même ville) est un écrivain français.

## Biographie
Ancien élève de l'École normale supérieure (promotion 1919) et agrégé de lettres (1920), il enseigna dans la cité des Antonin et fut membre de l'Académie de Nîmes.
Il a aussi pratiqué le rugby.

## Œuvres
- Lyrisme du Corps, illustrations de Jean Milhau (peintre), Cahiers du Sud, Marseille, 1928
- La chair est forte, 1930.
- Jeunesse du monde, 1931.
- L'Honnête Florentine, comédie, 1943.
- La Vautour, 1947.
- À ciel ouvert, 1971.
- Le Mystère du Taureau, 1976, prix René-Bardet de l'Académie française en 1977.
- Prix Broquette-Gonin 1977 pour l'ensemble de son œuvre poétique.